# Zitouna
Zitouna là một đô thị thuộc tỉnh El Tarf, Algérie. Dân số thời điểm năm 2002 là 8.367 người.